# 999 (радио)
Радио 999 е българско регионално радио, което покрива градовете Ямбол и Елхово на честота 95,5 MHz. Започва излъчване в началото на 2009 г., а на 18 май същата година стартира пълноценна програма. Радиото притежава телевизионен канал, наречен 999 ТВ.

## Програма
Музикалната програма на радиото е под слогана „Само хитове!“ и включва само песни, които оглавяват или са оглавявали световните класации. Новинарската емисия е ориентирана към региона на Ямбол и Сливен.

## Целева група
Радио 999 е с CHR формат (Contemporary Hit Radio), ориентиран към динамичните и консуматорски настроени млади и на средна възраст хора (15 – 50 години).

## Иновации
Радио 999 е оборудвано с най-съвременна техника от водещи производители. Качественият стерео звук се дължи на стрийма с честота 48 000 Hz вместо обичайните за българския ефир 44 000 Hz, а битрейтът е 192 kb/s.

## Покритие
Радио 999 покрива области Ямбол и Сливен, както и голяма част от Старозагорска и Бургаска област.